# Нойбау-гассе (станція метро)
48°11′57″ пн. ш. 16°21′10″ сх. д. / 48.1993° пн. ш. 16.3527° сх. д.
«Нойбау-гассе» (нім. Neubaugasse) — станція Віденського метрополітену, розміщена на лінії U3 між станціями «Циглер-гассе» і «Фолькстеатер». Відкрита 4 вересня 1993 року у складі дільниці «Фолькстеатер» — «Вестбангоф».
Розташована на межі 6-го (Маріягільф) і 7-го (Нойбау) районів Відня.